# The Blue Flame
The Blue Flame è un cortometraggio muto del 1914 diretto da Edward LeSaint.

## Produzione
Il film fu prodotto dalla Selig Polyscope Company.

## Distribuzione
Distribuito dalla General Film Company, il film - un cortometraggio in due bobine - uscì nelle sale cinematografiche statunitensi il 19 ottobre 1914.